# Coto (Caldas da Rainha)
Coto é uma localidade portuguesa do Município de Caldas da Rainha que foi sede da extinta Freguesia de Coto, freguesia que tinha 5,64 km² de área e 1 344 habitantes (2011), e por isso, uma densidade populacional de 238,3 hab/km².
A Freguesia de Coto foi extinta em 2013, no âmbito de uma reforma administrativa nacional, tendo o seu território sido integrado na então criada União das Freguesias de Caldas da Rainha - Nossa Senhora do Pópulo, Coto e São Gregório com a sede em Nossa Senhora do Pópulo.
Coto situa-se a 4 quilómetros da cidade termal, no centro do município. É limitada a norte por Tornada e Salir de Matos, a sul por Nossa Senhora do Pópulo e Salir de Matos, a este por Salir de Matos e a Oeste por Tornada.
A freguesia extinta englobava os aglomerados populacionais de Coto, Vale do Coto, Casais da Ponte, Casais da Serralheira e Casais de S. Jacinto.

## População
| População da freguesia de Coto | População da freguesia de Coto | População da freguesia de Coto | População da freguesia de Coto | População da freguesia de Coto | População da freguesia de Coto | População da freguesia de Coto | População da freguesia de Coto | População da freguesia de Coto | População da freguesia de Coto | População da freguesia de Coto | População da freguesia de Coto | População da freguesia de Coto | População da freguesia de Coto | População da freguesia de Coto |
| ------------------------------ | ------------------------------ | ------------------------------ | ------------------------------ | ------------------------------ | ------------------------------ | ------------------------------ | ------------------------------ | ------------------------------ | ------------------------------ | ------------------------------ | ------------------------------ | ------------------------------ | ------------------------------ | ------------------------------ |
| 1864                           | 1878                           | 1890                           | 1900                           | 1911                           | 1920                           | 1930                           | 1940                           | 1950                           | 1960                           | 1970                           | 1981                           | 1991                           | 2001                           | 2011                           |
| 433                            | 462                            | 497                            | 574                            | 649                            | 634                            | 653                            | 723                            | 761                            | 812                            | 643                            | 782                            | 955                            | 1 135                          | 1 344                          |

## Origens
Não existem muitos elementos para se falar da história do Coto. Alguns documentos fazem referência ao lugar: os registos mais antigos são do século XIV. Por exemplo, um mapa de propriedades da Igreja de Santa Maria de Óbidos e de bens deixados ao Clero, podemos ler “o casal deixado à igreja por mestre Gil, no Coto (junto a Tornada)”.
O referido documento especifica a propriedade, a qual fica junto ao limite Sul da extensão máxima dos Coutos de Alcobaça. Presume-se que este Casal pudesse ter dado origem ao nome do lugar.
Coto, no ano de 1610
“(....)E porque entrando na Hermida de S. Sebastião sita no Rocio da vila vi hum Baustiteiro, parecendome houvera outra freguesia nesta vila alem da de nossa Senhora do Populo, perguntei ao padre vigario o que significava aquele bautisteiro e me respondeo por escrito dizendo. Achei por tradição que os lugares da Torre e Formigal que erão da freguezia de S. Pedro de óbidos; e os de Casal novo e Coto, que erão da Igreja de Santa Maria da mesma vila, e o lugar do Avenal com os moinhos todos até à quinta dos pinheiros que he de Paulo da Serra de Morais vinhão todos á freguezia de Sam Sebastião que se chamava como annexa á Igreja matriz de Nossa Senhora do Populo, e por cessarem as duvidas aquem pertencião as offertas se ao vigario se ao Parocho que os curava se consertarão os dittos freguezes com o o vigario lhe darião todos os annos pella offerta quinze alqueires de trigo e sempre os pagarão ate se passarem a Igreja Nova de Nossa Senhora dos Anjos feyta em Cotto, no anno de 1610.
Nesta desanexação que os freguezes de S. Sebastião fizerão para a Igreja do Cotto ficarão nesta Igreja de Nossa Senhora do Populo os moradores da Azenha que chamão da costa junto ao Formigal e todos os moinhos ate a quinta do Pinheiro que herão da freguezia de S. Tago por freguzes dp vigario a quem pagão os fogos inteiros. Hum alqueire de trigo e hum almude de vinho; e meyo fogo de viúva paga metade; e o Proste da Igreja de Sam Tiago por mando do Prior e beneficiados paga de composição ao dito vigário outo centos e noventa reis, conforme a Lembrança que deixou o vigario Francisco Nunes poe elle assinada a primeira folha do Livro dos Bautizados feita em 28 de Abril do anno de 1611 em cujo tempo se trespassarão os mais freguezes de Sam Sebastião pera a Igreja de Nossa Senhora dos Anjos do Cotto(…)1
1)In. O Hospital das Caldas da Rainha até ao ano de 1656, Jorge de S. Paulo, Tomo II, p397.
A paróquia do Coto é criada em 28 de Abril de 1610, em 1836 com a reforma administrativa de Passos Manuel, o Coto deixou de pertencer a Óbidos e foi integrado no concelho das Caldas da Rainha.

## Património
- Capela de São Jacinto

Não há registos documentais conhecidos sobre a origem desta capela, supostamente anterior ao século XVII, construída na "antiga carreira do gado". A capela de S. Jacinto no Coto, obra assinalada pela data de 1745 sobre a porta da sacristia tem uma frontaria muito sóbria, delimitada por pilastras de pedra e com um frontão triangular de um equilibrado valor barroco clássico que revelam a remodelação da época de D. João V.
O interior, igualmente muito sóbrio, a nave rectangular e a capela-mor, sensivelmente quadrada, estão ligadas por um arco triunfal de pedra com um invulgar fecho. Com excepção do altar-mor maneirista, de talha policromada, da primeira metade do século CVII (mas cujo frontão triangular foi possivelmente refeito nas obras do século seguinte), todo o interior apresenta uma escala harmoniosa devido à decoração de azulejos figurativos azuis e brancos que reveste integralmente as paredes da nave e da capela-mor, formando um dos conjuntos mais notáveis do género, existentes em Portugal.
A integração dos azulejos, é extremamente cuidada e conseguida através da plataforma pintada de todo o espaço, que suporta os painéis figurativos, pontuada por cartelas que alternam com pedestrais onde assentam as pilastras que enquadram os painéis, bem como o remate arquitectónico interno da porta da frontaria, de estreitas composições que ladeiam o arco triunfal, de decoração que reveste inteiramente as costas do mesmo, culminado no extraordinário cortinado que enquadra o altar, afastado por anjinhos esvoaçantes, uma das composições mais cenografias da azulejaria barroca portuguesa.
A temática utilizada, associada ao orago da Ermida, São Jacinto, é muito invulgar, e talvez única na azulejaria portuguesa. Esta Santo polaco, nascido cerca de 1200, estudou em Cracóvia, Praga, Bolonha e Paris, e em Roma tornou-se dominicano e recebeu o hábito das mãos de São Domingos, (…) Costuma ser representado com o hábito de dominicano, a segurar uma imagem de Nossa Senhora e com um cibório, e aparece associado à flor de jacinto. Imagens do Santo e de um Dominicano preenchem os painéis ao fundo da nave. Nos quatro painéis nas extremidades das paredes laterais, as cenas representam milagres: São Jacinto salva uma imagem da Nossa Senhora de uma igreja em chamas; atravessa o rio Dnieper com dois companheiros, para fugir aos inimigos, "montados" apenas na sua capa; expulsa demónios de uma árvore, e dá assistência a um grupo de enfermos. A ladear as janelas da nave, cenas mais estreitas mostram apenas o Santo a ser recebido no Céu.
A qualidade pictórica dos azulejos da Ermida de São Jacinto é excepcional, na elaboração de todos os adereços, na espacialidade dos fundos das cenas e na realização extremamente cuidada das composições e das várias figuras, explorando todas as possibilidades expressivas das gradações do azul de cobalto, desde as transparências mais subtis até aos tons carregados mais densos e dramáticos, evidenciando-se, pela individualidade da sua realização, entre os muitos conjuntos da época de pendor mais repetitivo, que são indubitavelmente produto da oficina, não documentada, mas identificável, a partir da análise formal e estilística, de Bartolomeu Antunes e de Nicolau de Freitas, situada no Bairro das Olarias à Senhora do Monte, em Lisboa, a qual realizou os melhores trabalhos deste período, designado por "Grande Produção Joanina"; (…)
Transcrição em parte do parecer do Prof. José Meco
- Igreja Paroquial de Nossa Senhora dos Anjos

A antiga Igreja paroquial do Coto, dedicada a Nossa Senhora dos Anjos, foi mandada construir em 1610, aquando da criação da paróquia.
A sua arquitectura em termos artísticos não é relevante. De salientar os seus castiçais em latão do início do século XVII.